# JA Solar
JA Solar (früher JA Solar Holdings Co.) ist ein Unternehmen in der Solarindustrie mit Sitz in der chinesischen Hauptstadt Peking. Es ist einer der weltweit größten Hersteller und Händler von Solarzellen und Solarmodulen und war Teil des Aktienindex für erneuerbare Energien (RENIXX). Per Ende 2023 ist das Unternehmen in 178 Ländern und Regionen als Lieferant aktiv.

## Geschichte
Jin Baofang gründete das Unternehmen als JingAo Solar Co. Ltd. im Jahr 2005. Davor arbeitete er als Beamter des Elektrizitätsbüros in Ningjin. Später wurde er außerdem Vizepräsident der China Photovoltaic Industry Association und Direktor der PV Products Association Branch der „China Handelskammer für Import und Export von Maschinen und elektronischen Produkten“.
Das Unternehmen ging im Jahr 2007 an die Börse (NASDAQ) und wurde 2018 aufgrund schwacher Performance wieder privatisiert. Seit 2019 ist das neu strukturierte Unternehmen in Shenzen an der Shenzen Stock Exchange gelistet.
Am 8. November gab das Unternehmen bekannt, dass der Pingdu-Aufsichtsausschuss gemäß dem „China Supervision Law“ gegen Jin Baofang ermittelt habe. Im selben Monat wurde der Geschäftsmann von chinesischen Behörden festgenommen, doch im April 2021 wurde er freigelassen und kehrte an seinen Arbeitsplatz zurück.

## Zwangsarbeit
Das US-Heimatschutzministeriums schloss am 14. Januar 2025 JA Solar wegen Verbindungen zu Zwangsarbeit in der Region Xinjiang vom US-Markt aus.